# Sycofulgur
Sycofulgur is een geslacht van uitgestorven weekdieren uit de klasse van de Gastropoda (slakken).

## Soort
- Sycofulgur rugosus (Conrad, 1840) †